# Митуса
Митуса (Дмитрий; XIII век) — галицкий певец, известный по Галицко-Волынской летописи под 1241 годом.

## События начала 40-х годов XIII века
В начале 40-х годов XIII века произошла междоусобная борьба Даниила Романовича Галицкого с братом Василько против Ростислава Михайловича Черниговского. Обе стороны пытались утвердиться на Галицкой земле. Романовичам удалось взять Галич, а Ростислав бежал в Венгрию. В это время в Перемышле находился «славный певец» Митуса. Единственным источником, где есть упоминание о певце Митусе, является Галицко-Волынская летопись. По летописным данным, он был противником Даниила Галицкого и не захотел ему служить (летописец описывает его горделивым). Митуса нашёл приют у перемышльского епископа, также противника Романовичей. В 1241 году (по Н. Ф. Котляру 1242) войска Даниила Галицкого захватили Перемышль. В том числе был схвачен певец, которого ограбили, связали и привели к Даниилу Романовичу. По версии Н. Ф. Котляра, скорее всего Митуса закончил свои дни в тюрьме князя Галицкого.

## Версии исследователей
М. А. Максимович считал Митусу знаменитым церковным певчим, который принадлежал к певчим перемышльского епископа и не захотел перейти к князю Даниилу. Н. П. Сидоров дополнил эту версию наблюдением, что в это время Даниил строил город Холм и туда переносил религиозный центр, поэтому для построенного нового храма нужен был певчий. По мнению Д. И. Иловайского, Митуса был светским певцом и придворным поэтом, с чем был согласен Н. Ф. Котляр. Также на версии придворного поэта-певца настаивали В. Т. Пашуто, Д. С. Лихачёв и другие.
В 1945 году писатель А. К. Югов предложил считать Митусу автором «Слова о полку Игореве», однако исследователи (Н. П. Сидоров, Б. А. Рыбаков, Д. С. Лихачёв и другие) отметили слабость аргументов и не поддержали эту версию. Согласно статье Н. П. Сидорова, филолог Н. В. Водовозов также считал, что автором «Слова…» был певец Митуса, упомянутый в Галицкой летописи. Однако в публикациях Н. В. Водовозова эта версия не отражена.

## В художественной литературе
Главным персонажем Митуса выступает в поэмах «Певец Митуса» Н. И. Костомарова и «Бунт Митусы» И. Я. Франко. Сюжет про борьбу между князем Даниилом и Митусой отражён в повести «И земля, и зело, и песня» Р. И. Иванычука, а также в новелле «Буесть Митусы» Н. Л. Бичуи. Также в честь галицкого певца в начале 20-х годов XX века была названа литературная группа «Митуса» во Львове, выпускавшая журнал под тем же названием.